# Hikaru Naruoka
Hikaru Naruoka (jap. 成岡 輝瑠, Naruoka Hikaru; * 28. Juli 2002 in Shizuoka, Präfektur Shizuoka) ist ein japanischer Fußballspieler.

## Karriere
Hikaru Naruoka erlernte das Fußballspielen in der Jugendmannschaft von Shimizu S-Pulse. Der Verein aus Shimizu spielte in der ersten Liga, der J1 League. Als Jugendspieler kam er 2020 neunmal in der ersten Liga zum Einsatz. Sein Erstligadebüt gab er am 12. September 2020 im Heimspiel gegen die Kashima Antlers. Hier wurde er in der 76. Minute für Yōsuke Kawai eingewechselt. Anfang 2021 unterschrieb er bei Shimizu seinen ersten Profivertrag. Nachdem er in der ersten Liga nicht zum Einsatz gekommen war, wechselte er im Juli 2021 auf Leihbasis zum Zweitligisten SC Sagamihara. Mit dem Verein aus Sagamihara belegte man am Saisonende 2021 den 19. Tabellenplatz und stieg in die dritte Liga ab. Nach der Ausleihe kehrte er Ende Januar 2022 zu Shimizu S-Pulse zurück. Im August 2022 ging er auf Leihbasis zum Zweitligisten Renofa Yamaguchi FC. Für den Klub aus Yamaguchi betritt er sieben Ligaspiele. Nach der Ausleihe kehrte er zum mittlerweile in die zweite Liga abgestiegenen Shimizu S-Pulse zurück. Im August 2023 wechselte er wieder auf Leihbasis zu Renofa Yamaguchi FC. Nach elf Zweitligaspielen kehrte er Ende Januar 2024 zu S-Pulse zurück. Am Ende der Saison 2024 feierte er die Meisterschaft und stieg in die erste Liga auf.

## Erfolge
Shimizu S-Pulse
- Japanischer Zweitligameister: 2024